# 구리야가와촌
구리야가와촌(厨川村)은 이와테현 이와테군에 설치되었던 촌이다.

## 연혁
- 1889년 4월 1일 - 정촌제 시행에 의해 미나미 이와테군 시모카와가와촌, 가미가와가와촌, 히라가 닛타가 합병해, 이마가와촌이 성립하였다.
- 1896년 3월 29일 - 군의 통합으로 이와테군에 소속되었다.
- 1913년 6월 10일 - 오이자 시모가마가와의 일부를 분리해 모리오카시에 편입하였다.
- 1940년 1월 1일 - 모리오카시에 편입되어 소멸.